# Modélisation du Système solaire
La modélisation du Système solaire, en particulier avec des modèles mécaniques appelés planétaires, utilise des modèles qui illustrent ou représentent les positions relatives des planètes du Système solaire. Le rapport entre les distances interplanétaires et les diamètres des planètes rend la construction d'un modèle à l'échelle difficile. Par exemple, la distance entre la Terre et le Soleil est égale à 12 000 fois le diamètre de la Terre. Les modèles sont réalisés pour la plupart du temps en forme de sentier qu'on appelle Sentier des Planètes.

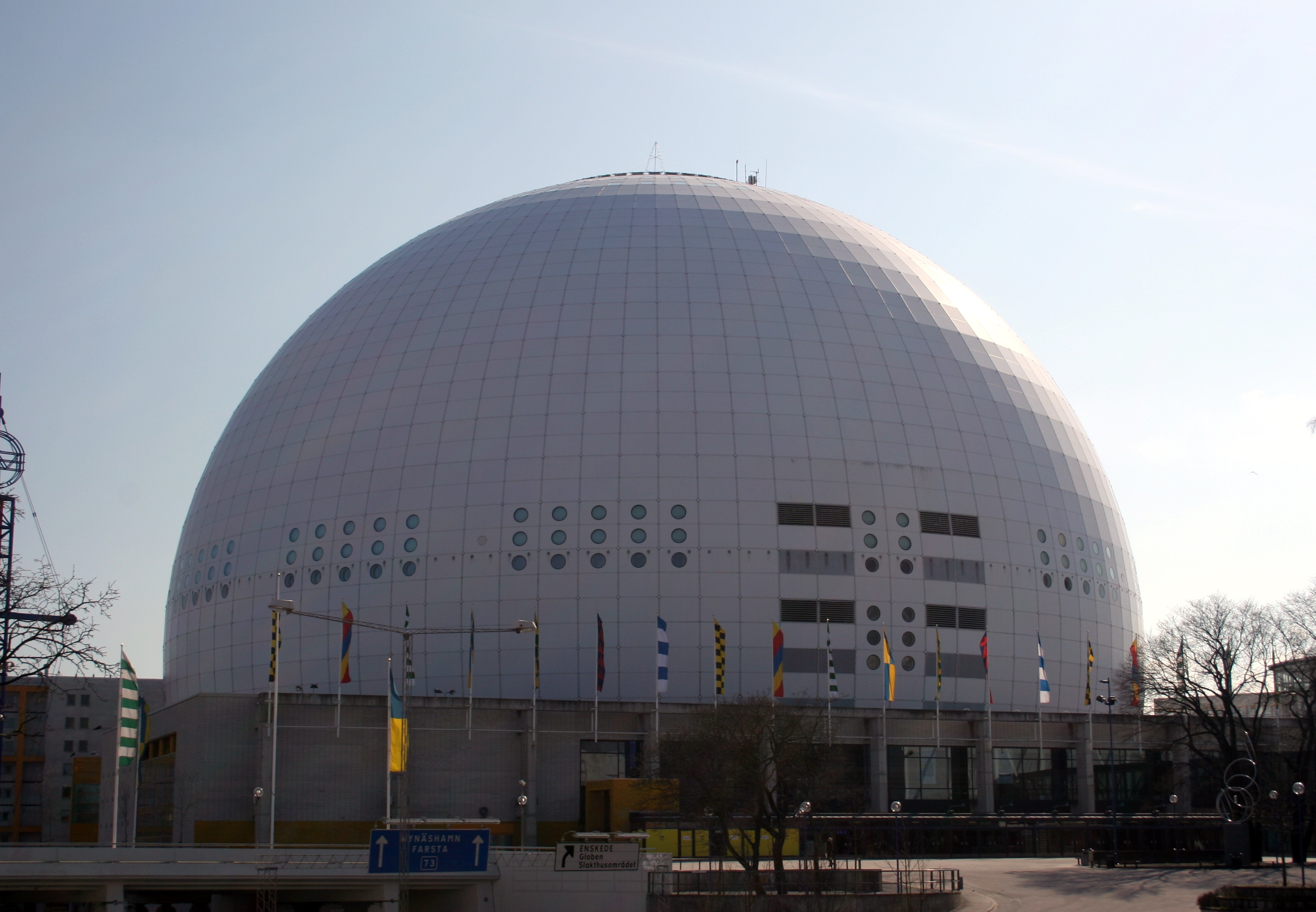
L'Ericsson Globe représentant le soleil dans le Système solaire suédois
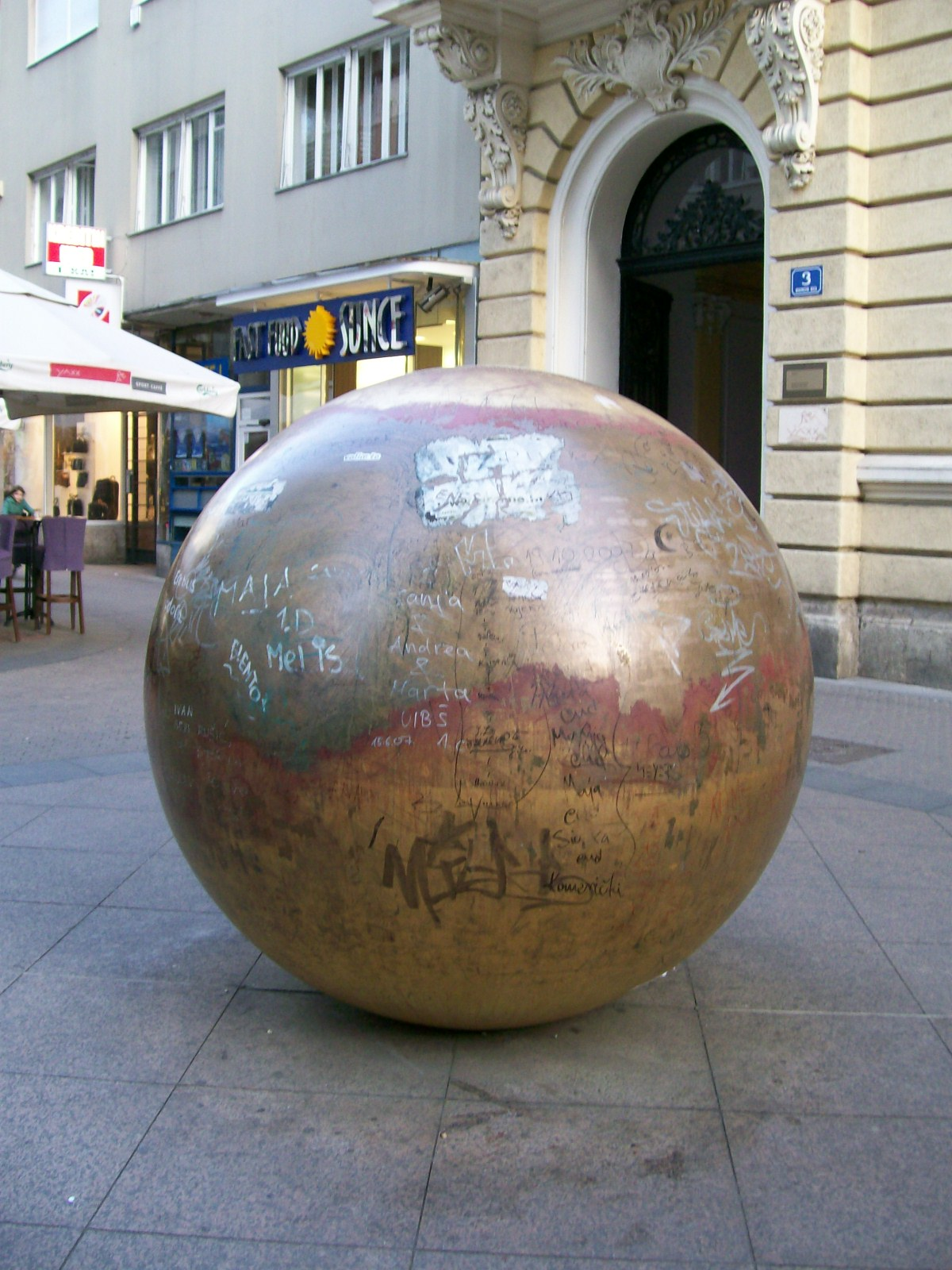
Le soleil dans le Système solaire de Zagreb
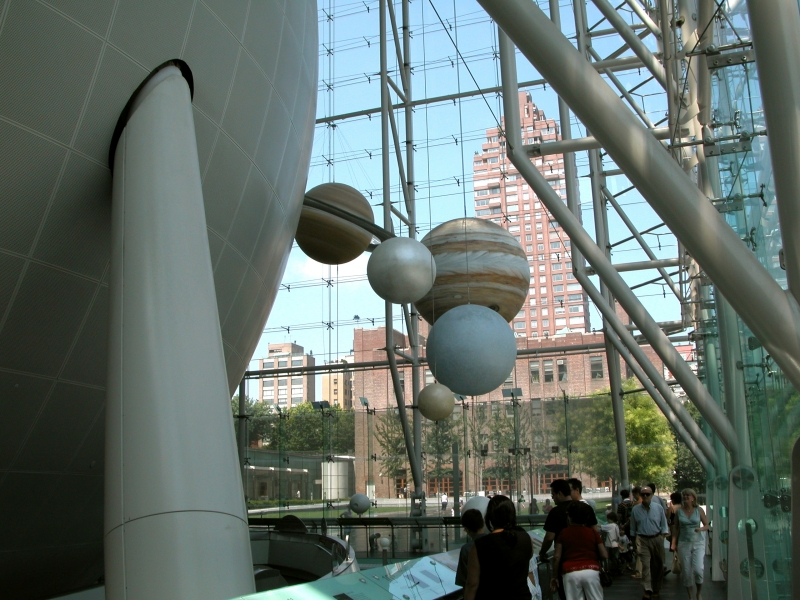
Comparaison d'échelle entre le Soleil et les différentes planètes au Planétarium Hayden.

## Modèles à l'échelle
| Nom                                                   | Lieu                           | Échelle          | Diamètre du Soleil | Diamètre de la Terre | Distance Terre-Soleil | Distance Terre-Pluton |
| ----------------------------------------------------- | ------------------------------ | ---------------- | ------------------ | -------------------- | --------------------- | --------------------- |
| Système solaire (Taille réelle)                       |                                | 1:1              | 1,392 Gm           | 12,76 Mm             | 149,6 Gm              | 5,914 Tm              |
| Système solaire suédois                               | Suède                          | 1:20 000 000     | 71 m               | 65 cm                | 7,6 km                | 300 km                |
| The Maine solar system model                          | Presque Isle                   | 1:93 000 000     | 15 m               | 137 mm               | 1,6 km                | 64 km                 |
| Peoria community solar system model                   | Peoria                         | 1:99 000 000     | 14 m               | 127 mm               | 1,5 km                | 64 km                 |
| Le grand Système solaire de la réserve de ciel étoilé | Parc national du Mont-Mégantic | 1:100 000 000    | 14 m               | 124 mm               | 1,45 km               | 57 km                 |
| Sentier des planètes                                  | Rocbaron                       | 1:140 000 000    | 10 m               | 91 mm                | 1 km                  | 41,195 km             |
| Sol50                                                 | La Haye-Pesnel                 | 1:230 000 000    | 6 m                | 55 mm                | 650 m                 | 19.6 km               |
| Museum of Science’s Community Solar System            | Boston                         | 1:700 000 000    | 3,5 m              | 32 mm                | 376 m                 | 14,9 km               |
| York solar system model                               | York                           | 1:575 872 239    | 2,417 m            | 22,1 mm              | 259,73 m              | 10,2679 km            |
| Système solaire de Zagreb ou Nine Views               | Zagreb                         | 1:680 000 000    | 2 m                | 1,9 cm               | 225 m                 | 8,7 km                |
| Maquette Immense du Système Solaire ou MISS Arrée     | Brasparts                      | 1:1 000 000 000  | 1,40 m             | 13 mm                | 150 m                 | 7,25 km               |
| Ursa Aurinkokuntamalli                                | Helsinki                       | 1:1 000 000 000  | 1,40 m             | 12,8 mm              | 149,6 m               | 6,102 km              |
| Uetliberg Planetenweg                                 | Zurich                         | 1:1 000 000 000  | 1,39 m             | 13 mm                | 150 m                 | 5,9 km                |
| Das Hagener Planetenmodell                            | Hagen                          | 1:1 000 000 000  | 1,39 m             | 13 mm                | 150 m                 | 5,9 km                |
| Planeten Wanderweg                                    | Drebach                        | 1:1 000 000 000  | 1,39 m             | 13 mm                | 150 m                 | 5,9 km                |
| Planetární stezka                                     | Hradec Králové                 | 1:1 000 000 000  | 1,39 m             | 12,8 mm              | 150 m                 | 5,9 km                |
| The Eugene Oregon scale model Solar system            | Eugene                         | 1:1 000 000 000  | 1,39 m             | 12 mm                | 150 m                 | 5,9 km                |
| Planetenweg des Deutschen Museum                      | Munich                         | 1:1 290 000 000  | 1,08 m             | 9,9 mm               | 116 m                 | 4,57 km               |
| Sentier des planètes                                  | Quint-Fonsegrives              | 1: 1 400 000 000 | 1 m                | 9,2 mm               | 107 m                 | 3,5 km (Neptune?)     |
| Balade à la vitesse de la lumière                     | La Malbaie                     | 1:1 500 000 000  | 92,7 cm            | 8,5 mm               | 100 m                 | 3 km (Neptune)        |
| Solar system walking tour                             | Gainesville (Géorgie)          | 1:2 000 000 000  | 70 cm              | 6 mm                 | 75 m                  | 2,9 km                |
| Planet walk                                           | Norwich                        | 1:2 200 000 000  | 63 cm              | 6 mm                 | 68 m                  | 2,7 km                |
| Solar walk                                            | Gainesville (Floride)          | 1:4 000 000 000  | 33,8 cm            | 3,2 mm               | 37,4 m                | 1,479 km              |
| Otford Solar system model                             | Otford                         | 1:4 595 700 000  | 30 cm              | 2,7 mm               | 32 m                  | 983 m                 |
| Le Système solaire (partie du Chemin aux étoiles)     | La Chapelle-aux-Lys            | 1:5 000 000 000  | 28 cm              | 2,5 mm               | 30 m                  | 1,15 km               |
| Sagan Planet walk                                     | Ithaca                         | 1:5 000 000 000  | 27,8 cm            | 2,5 mm               | 30 m                  | 1,18 km               |
| The planet path                                       | Jodrell Bank                   | 1:5 000 000 000  | 30 cm              | 2,5 mm               | 30 m                  | 1 km                  |
| Solar system walk                                     | Cleveland                      | 1:5 280 000 000  | 26,4 cm            | 2,4 mm               | 28,4 m                | 1 121 m               |
| Voyage                                                | Washington DC                  | 1:10 000 000 000 | 13,9 cm            | 1,2 mm               | 15 m                  | 590 m                 |
| Voyage                                                | Kansas City                    | 1:10 000 000 000 | 13,9 cm            | 1,2 mm               | 15 m                  | 590 m                 |
| Voyage                                                | Houston                        | 1:10 000 000 000 | 13,9 cm            | 1,2 mm               | 15 m                  | 590 m                 |
| Voyage                                                | Corpus Christi                 | 1:10 000 000 000 | 13,9 cm            | 1,2 mm               | 15 m                  | 590 m                 |
| Voyage                                                | Des Moines                     | 1:10 000 000 000 | 13,9 cm            | 1,2 mm               | 15 m                  | 590 m                 |
| Voyage                                                | Baltimore                      | 1:10 000 000 000 | 13,9 cm            | 1,2 mm               | 15 m                  | 590 m                 |
| Voyage                                                | Orlando                        | 1:10 000 000 000 | 13,9 cm            | 1,2 mm               | 15 m                  | 590 m                 |